# Merrie Melodies
Merrie Melodies is een reeks kleurentekenfilms van Warner Bros. Studios, geproduceerd tussen 1931 en 1969. De naam Merrie Melodies is (evenals de naam Looney Tunes) een afgeleide van de naam Silly Symphonies, een tekenfilmserie die Walt Disney rond die tijd maakte. De beginleader van de reeks was Merrily We Roll Along van Charles Tobias, Murray Mencher en Eddie Cantor.

## Geschiedenis
De eerste Merrie Melodies  zag het licht in 1931; in 1934 volgde de eerste tekenfilm in kleur. Regisseurs van het eerste uur waren Rudolph Ising en Hugh Harman, die later ook voor MGM nog vele tekenfilms zouden maken.

### Blue Ribbon Merrie Melodies
In 1940 startte Warner Bros. een reeks tekenfilms onder de naam Blue Ribbon Merrie Melodies, waarin tekenfilms van eerdere jaren opnieuw werden vertoond. Deze reeks werd vergezeld van een Merrie Melodies-leader met een blauwe band. In deze leader werd alleen het opkomende Warner Bros-logo vertoond en de titel van de film. Bijgevoegde credits werden in vergelijking met de oorspronkelijke tekenfilm weggelaten. Ook werden er in deze herbewerking weleens titels veranderd. Zo was de Bugs Bunny-tekenfilm A Wild Hare van regisseur Tex Avery in de Blue Ribbon-reeks gewijzigd naar The Wild Hare.

## Verschillen metLooney Tunes
Tot 1943 waren de Looney Tunes zwart-wittekenfilms met een steeds terugkerende cast, terwijl de Merrie Melodies al vanaf 1934 in kleur waren en gasttekenfilmfiguren vertoonden. Na 1943 was er qua inhoud nagenoeg geen verschil meer tussen beide reeksen. In de volksmond wordt er het meest gesproken over Looney Tunes, als men het heeft over de verzameling van tekenfilmfiguren uit de koker van producer Leon Schlesinger en Warner Bros. Studios, de benaming Merrie Melodies wordt in deze context weinig gebruikt.